# Habitatge a la plaça Domingo, 1 (l'Argilaga)
L'Habitatge a la plaça Domingo, 1 és una obra modernista de la Secuita (Tarragonès) inclosa a l'Inventari del Patrimoni Arquitectònic de Catalunya.
Casal que tanca la plaça Domingo pel costat Nord Est. Es tracta d'un edifici de planta baixa, pis i golfes que fa cantonada. A la planta baixa hi ha la porta d'arc rebaixat i una finestra, allindada, a banda i banda. Al primer pis hi ha tres obertures rectangulars, la central és un balcó, emmarcades per una motllura ondulant de tipus modernista, igual que el coronament de la façana amb una cornisa ondulada a tres nivells, el del centre més alt que els laterals. A la part superior de la façana, al centre, hi ha una petita obertura circular amb un guardapols a de forma també ondulant. Podria ser que es tractés d'una casa anterior al modernisme, que posteriorment, a finals del segle xix o inicis del XX hagués estat reformada.